# Ine Boermans
Ine Boermans (Groningen, 1976) is een Nederlands schrijver. Ze schrijft verhalen, columns en essays in onder andere literair tijdschrift Tirade, Papieren Helden, De Internet Gids, Hard//hoofd, de Volkskrant en de VPRO Gids en heeft ook enkele romans uitgebracht.

## Biografie
Boermans rondde in 2001 haar opleiding af aan de kunstacademie Academie Minerva in Groningen. Ze beheerde van 2008 tot 2013 straatgalerie De Kijkkasten in een zijstraat van de Nieuwendijk in Amsterdam met "zeven grote etalageramen die 's nachts verlicht waren". Ze nam deel aan een tentoonstelling in Arti en had ook een keer een solotentoonstelling.
Ze volgde een beginnerscursus schrijven bij Nicolien Mizee en vervolgens van 2015 tot 2016 de opleiding aan de Schrijversvakschool in Amsterdam.
Ze schreef twee romans, Een opsomming van tekortkomingen (2021) en Het liefdesinterbellum (2022), die allebei enigszins autobiografisch zijn en Lot als hoofdpersonage hebben. Haar debuutroman kreeg vier 'ballen' van NRC-recensent Judith Eiselin en volgens Marjon Nooij van Tzum wist Boermans "de treurige situaties met luchtigheid en een flinke portie sardonische (galgen-)humor te larderen". Recensent Dirk Leyman van De Morgen vond het een "absurdistische roman over plots opkomend verdriet en rechtkrabbelen na familieleed" en vond dat "haar toon imponeert". Hij beschreef haar tweede roman in De Morgen als "mild tragikomisch, maar ook mistroostig". Coen Peppelenbos van Tzum was minder positief: hij vond het boek "enorm oppervlakkig" en beschreef de stijl als "wezenloze teksten vol herhalingen". Trouw-recensent Jann Ruyters schreef naar aanleiding van dat boek: "In droge humor en zelfspot herinnert Ine Boermans wel aan Cindy Hoetmer". Voor het schrijven van de tweede roman ontving ze een beurs van het Nederlands Letterenfonds.

## Persoonlijk
Toen ze 34 jaar oud was bleek ze multiple sclerose (MS) te hebben. Boermans woont met haar man en twee zoons in Groningen.